# Orăștie
Orăștie é uma cidade da Roménia com 24.354 habitantes, localizada no județ (distrito) de Hunedoara.